# 劉潤 (元朝)
劉潤（1265年—1322年），字澍甫，元朝河间盐山人。
劉潤被征召为吏部掾，官至工部主事。元武宗修建中都，事毕，赐银慰劳，刘润推辞不受。擢升为奉训大夫、工部員外郎。至大三年（1310年），改任奉议大夫、同提举万亿广源库。刘润管库清廉。当时吏部铨选，表示不公平的人很多，吏部的人不敢夜行。执政奏请推荐刘润为吏部主事，人们都佩服其公允。延祐二年（1315年），转任朝列大夫、辽阳行省左右司郎中。之前，惠州人孙让杀人，贿赂长官算作误杀，被赦免得出。刘润知其事，重新审理，按律治罪。当时天旱后大雨，人们都说说他断狱所感。延祐五年（1318年），晋升为中顺大夫、大都路同知，不久拜为监察御史，改工部侍郎。翌年，担任左司郎中，出为山东都运盐使。至治二年（1322年），去世，年五十八岁。子刘荣祖，官至保定路总管府判官；刘光祖，官至枢密院掾。